# Microthelphusa meansi
Microthelphusa meansi is een krabbensoort uit de familie van de Pseudothelphusidae. De wetenschappelijke naam van de soort is voor het eerst geldig gepubliceerd in 2007 door Cumberlidge.